# Муниципальное образование «Бурят-Янгуты»
Муниципальное образование «Бурят-Янгуты» — муниципальное образование со статусом сельского поселения в 
Осинском районе Иркутской области России. Административный центр — Енисей.

## Демография
По результатам Всероссийской переписи населения 2010 года 
численность населения муниципального образования составила 1411 человек, в том числе 704 мужчины и 707 женщин.

## Населенные пункты
В состав муниципального образования входят населенные пункты
- Енисей
- Моголют
- Онгосор
- Шотой[2]